# Johnathan Wendel

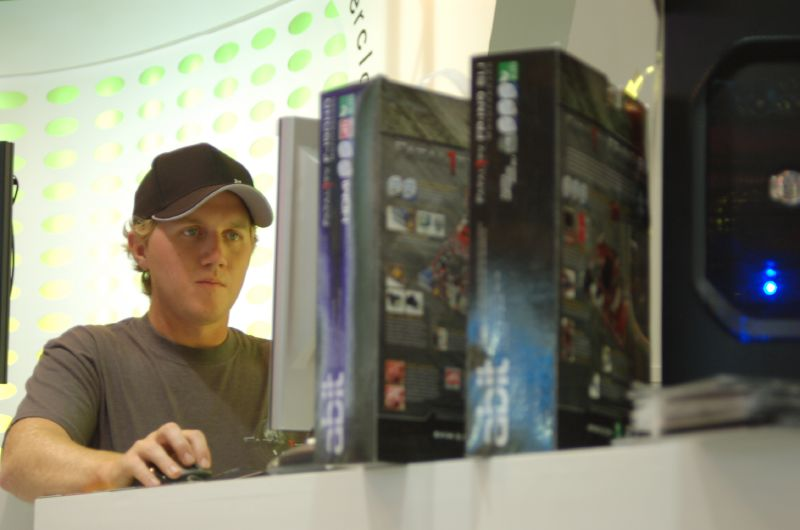
Johnathan Wendel auf der Computex 2007

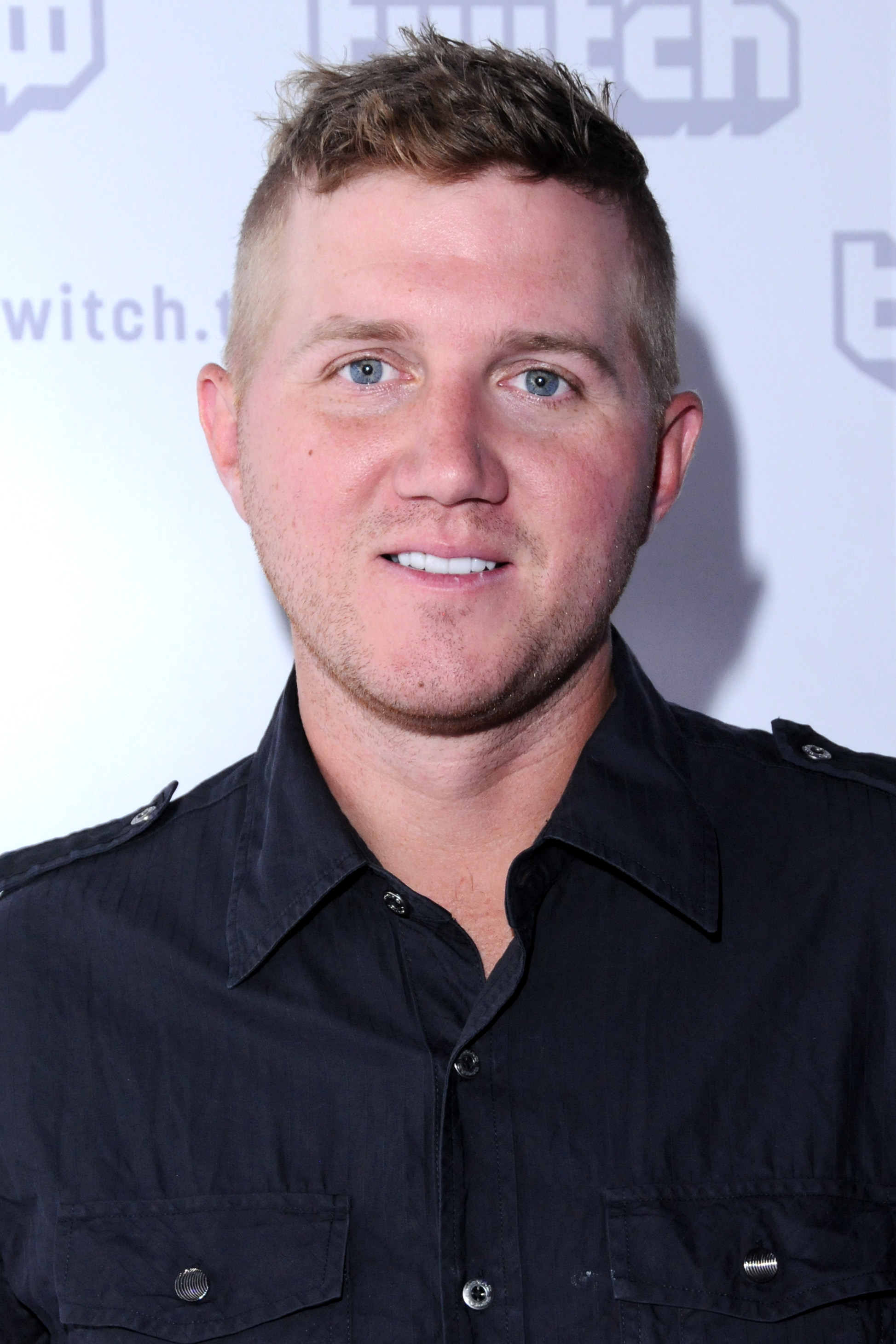
Johnathan Wendel auf der E3 2014

Johnathan Wendel (* 26. Februar 1981, eher bekannt unter seinem Online-Pseudonym Fatal1ty) ist ein ehemaliger professioneller Computerspieler. Er war einer der ersten professionellen Computerspieler der USA und ist heute bis weit über die Landesgrenzen bekannt. Seinen Ruf hat er insbesondere seinen Fähigkeiten in Quake II und Quake III Arena zu verdanken. Er startete 1998 in diversen Turnieren in den USA, der Durchbruch gelang ihm jedoch erst 1999 mit dem Beitritt in die Cyberathlete Professional League (CPL).

## Karriere
In Dallas belegte Wendel bei seinem ersten CPL-Auftritt den 3. Platz. In Schweden gewann Wendel in einem Turnier mit den 12 besten Quake-Spielern 18 Spiele in Folge. Er beendete das Turnier ohne eine einzige Niederlage als Sieger und stieg somit zu einem der besten Quake III-Spieler der Welt auf.
Zwei Monate später verteidigte er in Dallas seinen Titel als mutmaßlich weltbester Quake-Spieler und gewann 40.000 US-Dollar Preisgeld.
2004 errang er auf der QuakeCon den mit 25.000 US-Dollar dotierten ersten Platz im Quake-ähnlichen Spiel Doom 3. Am 16. Mai 2005 widmete ihm das renommierte Time Magazine eine Reportage.
Mit seinem Sieg bei der CPL Summer 2005 in Painkiller schaffte Fatal1ty, vier CPL-Titel in vier unterschiedlichen Spielen, was noch keinem Spieler vor ihm gelungen war. Er errang den Titel in Quake III Arena, Unreal Tournament 2003, Alien vs. Predator 2 und Painkiller. Am 22. November 2005 gewann er schließlich die Grand Finals der CPL World Tour in Painkiller, was ihm ein Preisgeld von 150.000 US-Dollar bescherte.
Sportreporter Peter Schrager ernannte Wendel in einem Artikel auf FOXsports.com im November 2005 zur Nummer zwei der gefürchtetsten Sportler, direkt nach Mike Tyson.